# انتقام برادران سوگا

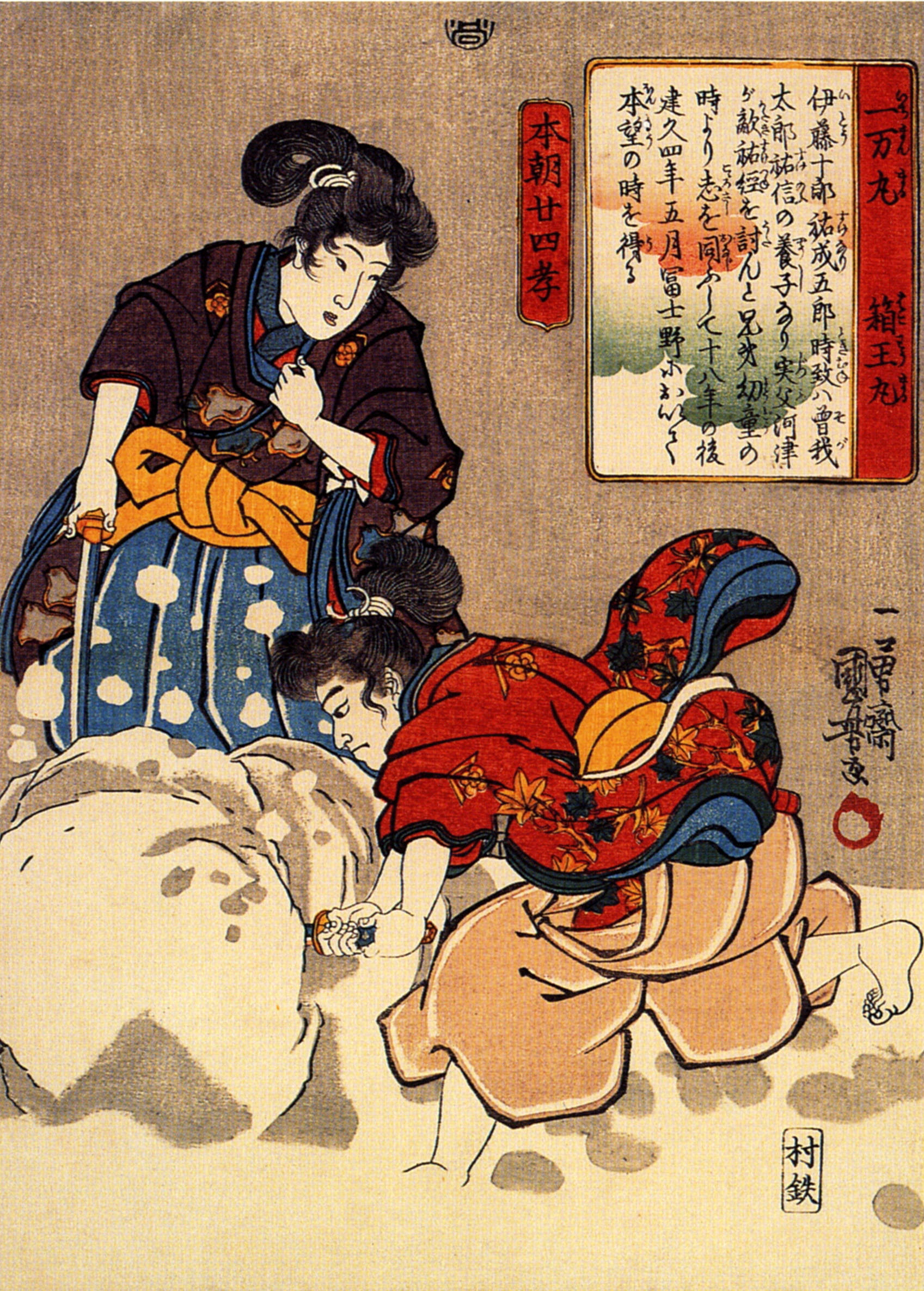
برادران سوگا بر روی انبوهی از برف مشغول تمرین شمشیرزنی هستند

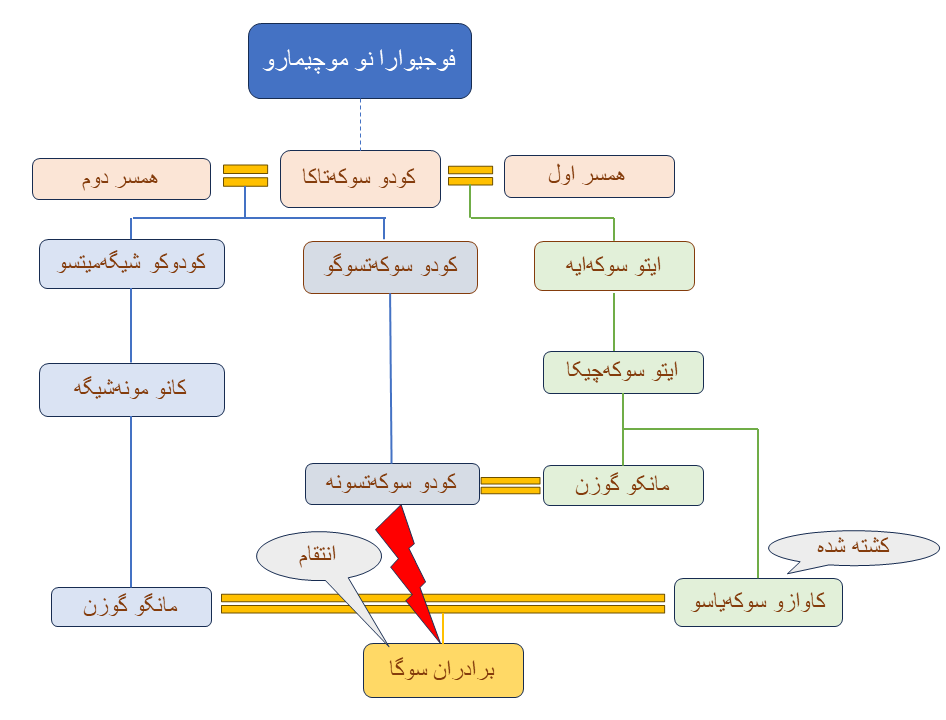
شجره‌نامه برادران سوگا

آدائوچی برادران سوگا (به ژاپنی: 曾我兄弟の仇討ち)، انتقام برادران سوگا به حادثه ای اشاره دارد که در ۲۸ ژوئن سال ۱۱۹۳ در دوره کاماکورا در فوجینو، شیزوئوکا روز جشن شکار کوه فوجی رخ داد. در این روز دو برادر سوگا سوکه‌ناری و سوگا توکیمونه دشمن پدرشان کودو سوکه‌تسونه را کشتند.
در دوره ادو، در بین آدائوچی‌های انجام شده سه آدائوچی، آدائوچی برادران سوگا (۱۱۹۳، سوگا مونوگاتاری)، نبرد کاگیا تسوجی (۱۶۳۴) و حادثه آکو (۱۷۰۲، چوشینگورا) «سه آدائوچی بزرگ» نامیده می‌شوند.